# Svojšín

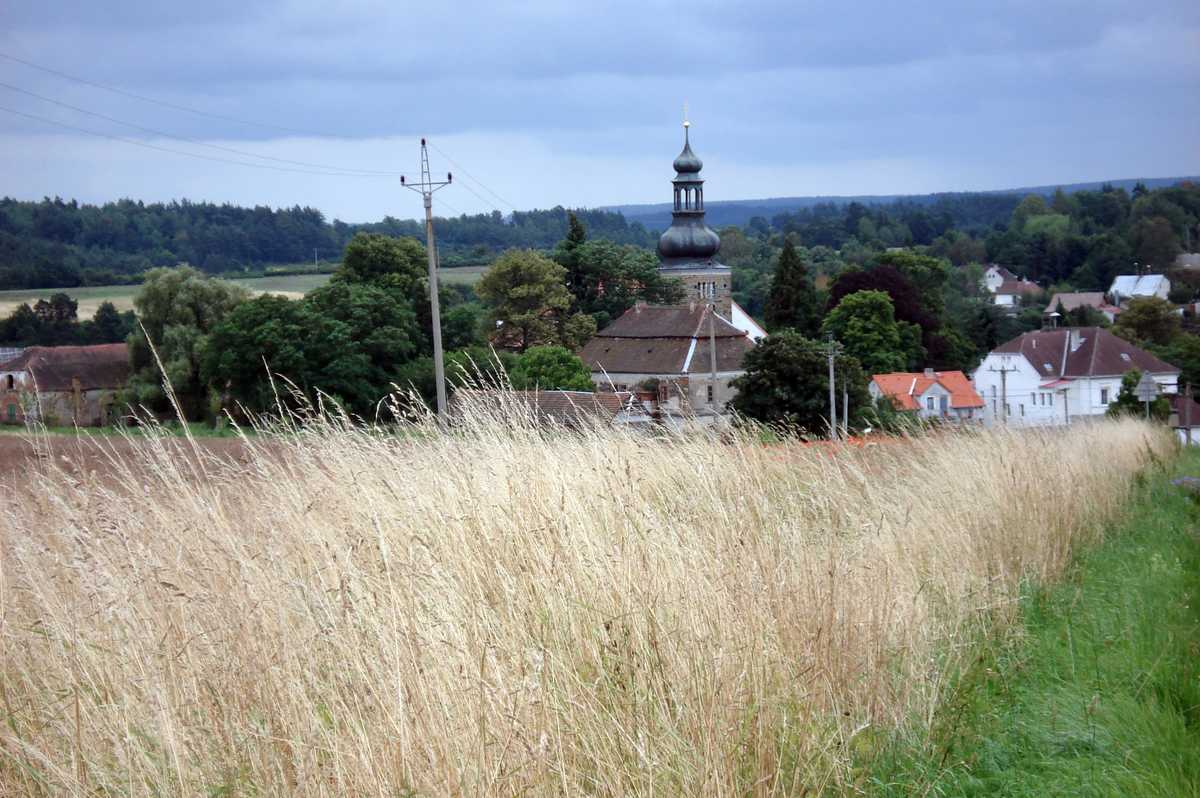
Ortsansicht

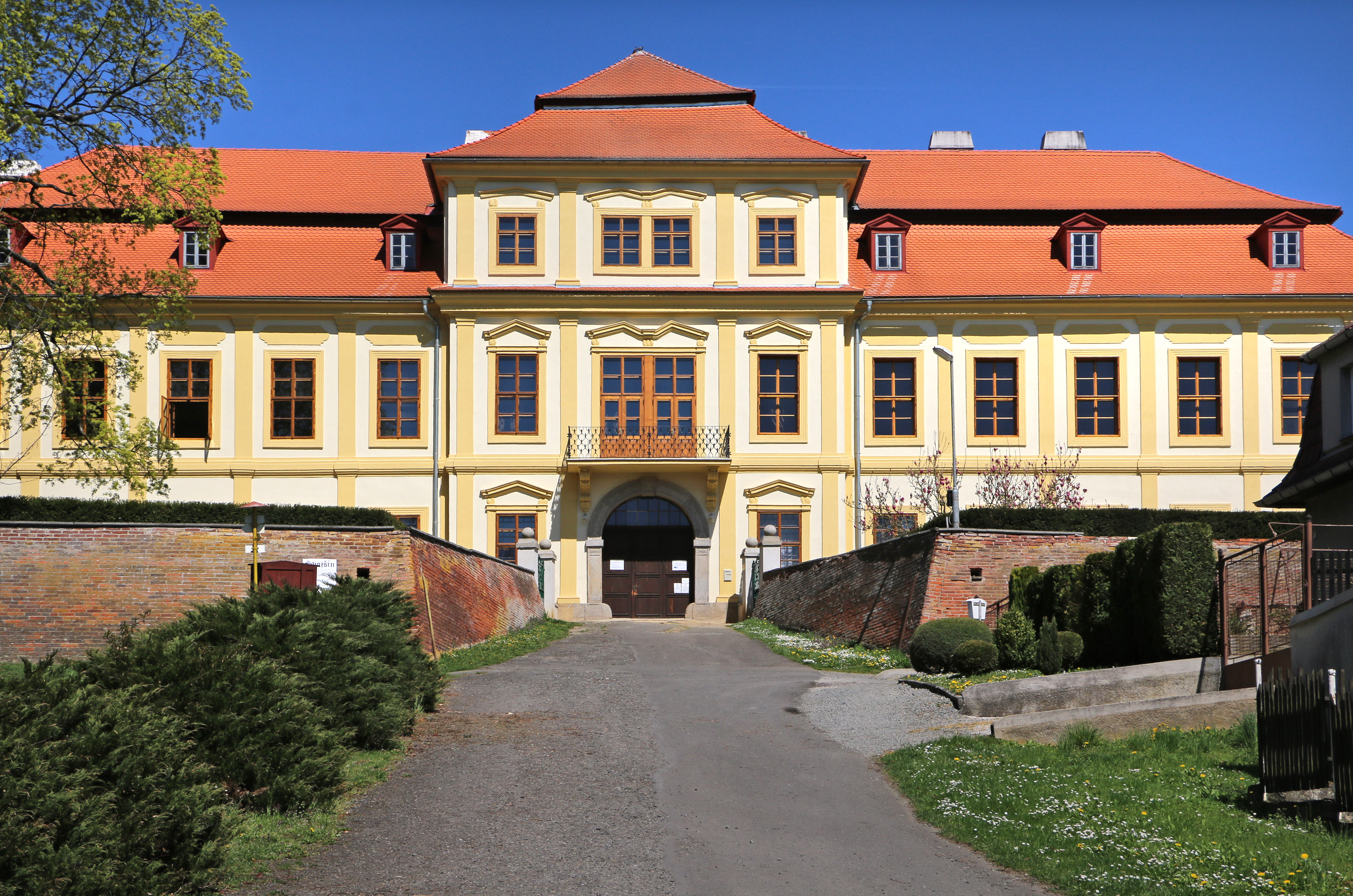
Schloss Schweißing

Svojšín (deutsch Schweißing) ist eine Gemeinde mit 456 Einwohnern (Stand: 1. Januar 2023)  in Tschechien. Sie liegt in 406 m ü. M. an der Mündung des Černošínský potok in die Mies und gehört dem Okres Tachov an. Der Ort befindet sich sechs Kilometer nordwestlich von Stříbro an der Eisenbahnstrecke nach Planá.

## Geschichte
Erstmals erwähnt wurde das Dorf Svaysin im Jahre 1176. Der Zeitpunkt der Errichtung der Peter- und Paulskirche liegt um 1180. Im 14. Jahrhundert erfolgte eine Teilung des Ortes in Oberschweißing mit der Peter- und Pauls-Kirche und einer Burganlage. Am anderen Ufer der Mies lag Unterschweißing, das ebenfalls eine Kirche erhielt, wobei der Zeitpunkt deren Errichtung unbekannt ist.
Lehnsherren waren zunächst die Herren von Schweißing, die sich später Zmrzlík von Schweißing nannten.
Schweißing war seit dem 15. Jahrhundert im Besitz der Adelsfamilie von Paběnice auf Nalžovy, die ihren Namen in Svojský von Nalžovy änderte. Durch Heirat gelangte die Herrschaft in der 2. Hälfte des 16. Jahrhunderts an die Příchovský von Příchovice, in deren Besitz sie bis zum Ende des 18. Jahrhunderts verblieb.
1795 wurde Schweißing durch Josef Johann Ritter von Bigatto ersteigert. Nach dessen Tode im Jahre 1812 wurde Anton Karl Josef Freiherr von Juncker auf Oberkunreuth als Erbe eingesetzt. Bis zur Aufhebung der Patrimonialherrschaft im Jahre 1850 blieb das Dorf im Besitz der Familie Juncker-Bigatto. Das Schloss Schweißing kam 1935 durch Erbschaft an Clemens Graf von Podewils-Juncker-Bigatto (* 1905; † 1978) und war bis 1945 Lebensmittelpunkt seiner Familie.
1939 hatte der Ort im Landkreis Mies einschließlich seiner Ortsteile Hollin und Lingau 632 Einwohner.

## Sehenswürdigkeiten
Neben der St. Peter- und Paulskirche prägt das Schloss Svojšín das Bild des Ortes. Er wurde 1723 von Johann Wenzel Příchovský von Příchovice errichtet. Das Schloss und der Schlosspark wurden im Jahr 2013 grundlegend erneuert und erstrahlen seitdem im neuen Glanz. Im Schloss befinden sich eine kleine Ausstellung zur Schlossgeschichte sowie ein Sommer-Café.
Am sieben Kilometer nordwestlich gelegenen Vlčí hora (Wolfsberg) befinden sich die Ruinen der Burg Volfštejn (Wolffstein).

## Gemeindegliederung
Die Gemeinde Svojšín besteht aus den Ortsteilen und Katastralbezirken Holyně (Hollin), Nynkov (Lingau),  Řebří (Leiter) und Svojšín.

## Söhne und Töchter der Gemeinde
- Anton Peter Graf Příchovský von Příchovice (1707–1793), Erzbischof von Prag
- Georg Glosauer (1860–1926), Weihbischof von Prag (1917–1926)
- Franz Ziegler (1899–1949), deutscher Politiker (CSU, später Bayernpartei)

## Weitere Persönlichkeiten
- Clemens Graf von Podewils-Juncker-Bigatto (1905–1978), deutscher Schriftsteller und Gutsherr auf Schweißing
- dessen Ehefrau Sophie Dorothee von Podewils-Juncker-Bigatto (1909–1979), deutsche Erzählerin, lebte von 1932 bis 1945 auf Schloss Schweißing
- Barbara von Wulffen (1936–2021), deutsche Autorin, verlebte ihre Kindheit auf Schloss Schweißing